# Chlorargyryt
Chlorargyryt (znany jest również pod nazwą Kerargyrt i Rogowe srebro) – bardzo rzadki minerał z grupy halogenków. Nazwa nawiązuje do składu chemicznego minerału. Po raz pierwszy opisany w 1877 r. w Australii.

## Właściwości
Czasami tworzy niewielkie kryształy o pokroju sześcianów, ośmiościanów, 48 – ścianów; tworzy zbliźniaczenia. Występuje w skupieniach zbitych, ziarnistych; w postaci nalotów, naskorupień i impregnacji. Tworzy masy o wyglądzie rogów. Jest izomorficzny z halitem. Chlorargyryt nie jest miękki ale jest giętki i plastyczny. Jest ciągliwy, strugalny i kowalny. Można pokroić go nożem. Nie rozpuszcza się w wodzie; rozpuszcza się w amoniaku. Jest łatwo topliwy; w płomieniu dmuchawki stapia się na kulkę metalicznego srebra.

## Występowanie
Gromadzi się w strefie utleniania (na powierzchni) złóż srebra w klimacie suchym.
Najczęściej współwystępuje z takimi minerałami jak: limonit, srebro rodzime, argentyt, cerusyt, kalcyt, baryt, akantyt, embolit, bromargyryt.
Miejsca występowania:

### Świat
- Australia – Nowa Południowa Walia dystrykt Broken Hill
- Czechy – okolice Jáchymova
- Niemcy – Sankt Andreasberg w górach Harzu; Markirch w Alzacji
- Kazachstan
- Uzbekistan
- Rosja – Syberia, Ural Południowy
- Stany Zjednoczone – Leadaville w Kolorado; Lake Valley w Nowym Meksyku; Tombstone w Arizonie
- Chile – pustynia Atacama
- Boliwia – Potosf
- Peru

## Zastosowanie
- kruszec srebra (75,3% Ag) o znaczeniu przemysłowym[1]